# Vjekoslav Bevanda
Vjekoslav Bevanda (født 13. maj 1956 i Mostar) er en bosnisk politiker for det bosnisk-kroatiske parti Hrvatska demokratska zajednica Bosne i Hercegovine (HDZ BiH). Bevanda er som formand for ministerrådet premierminister i Bosnien-Hercegovina. Han tiltrådte premierministerpositionen 12. januar 2012.
Bevanda blev i 1979 uddannet økonom. Han arbejdede derefter i fly- og våbenproducentfirmaet SOKO i Mostar, men gik i 1990 over i banksektoren, hvor han har været aktiv både i Mostar, Zagreb, Split og Sarajevo. Fra 2007 til 2010 var Bevanda finansminister i Føderationen af Bosnien og Hercegovina.